# Bouvron (Loara Atlantycka)
Bouvron – miejscowość i gmina we Francji, w regionie Kraj Loary, w departamencie Loara Atlantycka.
Według danych na rok 2010 gminę zamieszkiwały 2863 osoby, a gęstość zaludnienia wynosiła 59 osób/km².